# 告别回忆 -无垢少女-
《告别回忆 -无垢少女-》是5pb.于2018年3月29日发行PlayStation 4、PlayStation Vita和Windows的恋爱冒险游戏。本作是告别回忆系列的第8作，同時也被宣傳為系列最終作。中文版和任天堂Switch版於2018年10月25日發行，這是該系列首次登陸任天堂的遊戲平台。

## 故事[1]
在札幌海陵高中上學的話，楠瀬累一直都覺得「不想在這裡，而是想去更遠的某個地方」。
緊接著，這個願望，被從小的好友們所支持、進而得以實現。
藉由所參與的「特待生特別國內交換留學制度」（通稱「雙特制度」）的承認，阿累得以臨時轉入姊妹校「湘南海陵高等中學」。
「這正是、全新的一步。」
而柚莉（莉一的妹妹）也在湘南海陵高中。
與親友們睽違七年的重聚、以及對全新的環境的期待，使得平時喜怒不言表的阿累流出了笑容。
那是尚未親眼目睹的海畔街道。在「因觀光景點而聞名」的湘南的生活、以及接踵而來的的全新邂逅、為阿累的內心指明了怎樣的道路？
――阿累鼓起勇氣，踏出了小小的一步。
這正是他，朝著自己一人無法掌控的未來，直面前行的一步。

## 角色介紹

### 湘南海陵高等中學
楠瀨 累（Kusunose Kasane，CV：坂泰斗）
「可勁兒蹧心。」
17歲，4月10日出生。
本作的主人公，高中二年生，北海道羽幌町出身。暱稱「阿累」。
原札幌海陵高等中學的學生，因為學習成績優異而藉由跨校雙特制度轉入姊妹校「湘南海陵高等中學」、成為交換生。
擁有究極的洞察力與觀察力，只是身體素質嚴重缺乏耐久性、經常體力不支。
三城 柚莉（Miki Yuzuri，CV：武石步实）
「人家畢竟、這七年來也出落得亭亭玉立了呢！」
17歲，9月6日出生。綽號「柚子」。
湘南海陵高等中學的二年生，與諾艾爾和壽奈櫻畢業自同一所國中。
自北海道羽幌生活開始就與楠瀨累是青梅竹馬，視楠瀨累如手足之親。
運動萬能、擁有傲人的記憶力與精神活力，卻在某些時刻經常出現腦子轉不了彎的情況、也經常讀不懂周遭的氣氛。
不屬於特定的在校社團，卻自稱「萬事通部長」、經常在任意的社團內幫忙。
三城 琴莉（Miki Kotori，CV：本渡枫）
「小累……」
17歲。
湘南海陵高等中學的二年生，自北海道羽幌生活開始就與楠瀨累是髮小、且彼此擁有初戀關係。
是柚莉和莉一的妹妹。
與假小子氣的柚莉相比，自己反而顯得嫵媚一些。
三城 莉一（Miki Riichi，CV：鈴木裕斗）
「這是身為長兄、以三城莉一之名的我、現在所能想到、能做到的……最盡瘁的事情。」
17歲，9月6日出生。
湘南海陵高等中學的二年生，自北海道羽幌生活開始就與楠瀨累是兒時玩伴。
三城柚莉的長兄，時刻關愛柚莉的身體健康，因此在學校甚至被認為是妹控。
在校戲劇社成員之一，是非常受女生們歡迎的型男、綽號「莉仔」。
相葉 詞乃（Aiba Shino，CV：平流艾伦）
17歲，10月5日出生。
「儘管已經這樣強行阻止了，可這還是令人於心不安呢。」
湘南海陵高等中學的二年生暨學生會會長。
鎮場力爆表，凡事不輕易慌張。
出生於日本傳統舞蹈家族，有一個名為「薰子」的前衛風格的家姊。
擅長插畫，對漫畫創作感興趣。
非常喜歡貓。
茶菓月 依美里（Sakatsuki Emiri，CV：伊藤静）
「哼哼。這問話，果然像是監護人似的。」
24歲，7月20日出生。
湘南海陵高等中學的養護教諭師。
行姿妖豔嫵媚，能吸引全校男生的目光。有綽號「醫務室的魔女」。
對莉一非常在意，經常聽莉一傾訴生活上的辛酸。

### 林鐘寺女子高等中學（林女）
嘉神川 諾艾爾（Kagamigawa Noelle，CV：千本木彩花）
「沒什麼，就覺得『與小櫻是朋友』真好。」
15歲，11月24日出生。
林鐘寺女子高等中學的一年生。
是嘉神川克羅艾的妹妹，生於斯特拉斯堡，半混血（母親是法國人）。
國中開始在日本就讀，彼時認識了壽奈櫻與柚莉。
因為對某些事情不知所措、而決定報讀女子高中，但這並沒有解決什麼問題。
偶爾會用法語吐槽，就是想吐個爽快、且不打算讓周圍的人聽懂。
與稻穗信是舊識，經常在海滨咖啡店·YuKuRu喝咖啡。
在家養著一頭叫做「糕餅」的寵物貂，在外養有一頭名為「小銀魚」的流浪貓。
志摩 壽奈櫻（Shima Sunao，CV：德井青空）
「所以呢？累累你撂着自個兒在這裡整啥子呢？是交不來朋友的那種類型嗎？」
16歲，8月1日出生。
林鐘寺女子高等中學的一年生，愛稱「小櫻（ナオ）」。
與諾艾爾和柚莉是國中舊識，與諾艾爾一同考入林鐘寺女子高等中學。
母親是西澄空公寓「夕凪庄」的房東，父親是該公寓旁邊的明龍神社的經營人。
養了一條名為「砂糖」的雜種犬，而這雜種卻是稻穗信的愛犬「TOMOYA」所生。
只看打扮的話，會被以為是要在高中階段出道的藝人。
特別喜歡看戀愛輕小說與少女漫畫，是稻穗鈴的忠實粉絲。
特別不擅長唬爛。
神崎 美咲（Kanzaki Misaki，CV：吉田仁美）
「我呢，最討厭唬爛了。」
生辰未知。
林鐘寺女子高等中學的一年生，父親是這個學校的理事長。
與壽奈櫻是髮小，從國小開始彼此相識。
骨子裡討厭唬爛……聽不得別人唬爛，也討厭任何需要自己去唬爛的情況。
日紫喜 瑞羽（Himuraki Mizuha，CV：矢作纱友里）
16歲，12月3日出生。
「於是，可還有得解釋？」
林鐘寺女子高等中學的二年級學生暨學生會會員。
身為大小姐，自小被爺爺安排學習多國語言、料理、劍術等各種技能。
對人對己都異常嚴格，對自己熟識的學妹特別照顧。
經常被叫錯姓氏，因為自己的姓氏對某些人而言根本很難準確記住。

### 秋村精神診所
秋村 司郎（Akimura Shirou，CV：山口正秀）
「也是呢。你要是想這樣的話，那我就這樣做就是了。」
32歲，生日未知。
秋村精神診所的主任醫師。

### 海滨咖啡店·YuKuRu
稻穗 信（Inaho Shin，CV：间岛淳司）
「人生嘛，會發生什麼，豈是能徹底想透的？」
26歲，1月4日出生。
海滨咖啡店·YuKuRu的老板（Master），非常忌諱被他人稱作「店長」。
因身為輕小說寫手的家姊稻穗鈴接管了一個舊咖啡館的原因，所以從風流庵辭職過來打理店鋪。
告别回憶全系列均有登場（MO4外傳除外），人稱「閉憶先生（Mr. Memories Off）」。
自己養的狗最終還是命名為「TOMOYA」。
汐鐘 京子（Shiogane Kyouko，CV：樱井美纪）
「注意點，稻穗桑，話別扯太多、別溜工、趕緊把杯子擦了。」
24歲，4月1日出生。
沖繩出身，因為喜歡海邊的生活、而決定在這一帶居住、謀生。
前任風流庵主廚，人稱「老京」，後隨稻穗信一同辭職，二人共同策畫、打理海滨咖啡店·YuKuRu。
身為兼職的潛水教練，在潛水與衝浪愛好者群體內也非常有名。
海滨咖啡店·YuKuRu的命名者。
害怕鬼故事與恐怖電影，與其他人相比更容易受到莫名的驚嚇。

### 其他角色
久世 奏波（Kuze Kanami，CV：生天目仁美）
「明白了。就給姊姊三十分鐘就可以，行嗎？行嗎？」
24歲，2月4日出生。
本地社群雜誌「澄空アルーキーズ」的記者暨寫手。
在拜託花祭果凜出任雜誌寫真模特之後，接到了「希望嘉神川諾艾爾能夠一同出演」的請求、開始勸誘諾艾爾參加演出。

## 主题曲[19]
游戏开幕曲
- 《レジリエンス》

作词、作曲：志倉千代丸/编曲：悠木真一/演唱：彩音
游戏闭幕曲
- 《あがらない雨はないんだよ》

作词、作曲：志倉千代丸/编曲：悠木真一/演唱：彩音

## 外部連結
- 告别回忆 -无垢少女- 简体中文官方网站 （页面存档备份，存于）
- 告别回憶 -無垢少女- 繁體中文官方網站（页面存档备份，存于）